# The Adventure of Iron Pussy
Pour plus de détails, voir Fiche technique et Distribution.
The Adventure of Iron Pussy (หัวใจทรนง, Hua jai tor ra nong) est un film de comédie musicale thaïlandais écrit et réalisé par Apichatpong Weerasethakul et Michael Shaowanasai, sorti en 2003.

## Synopsis
Un vieil homme et sa fille adolescente sont sauvés d'une agression par une femme, Iron Pussy. Celle-ci s'en va et réapparaît sous la forme d'un jeune homme au crâne rasé, et monte sur une motocyclette conduite par Pew. Tous deux se rappellent qu'un jour, Iron Pussy était venue sauver une jeune fille prise en otage par un homme, mais qu'elle était partie avec le preneur d'otages, Pew.
Iron Pussy travaille sous couverture dans un 7-Eleven à Bangkok, mais remplit en fait des missions pour le gouvernement thaïlandais.

## Fiche technique
- Titre : The Adventure of Iron Pussy
- Titre : หัวใจทรนง (Hua jai tor ra nong)
- Réalisation : Michael Shaowanasai et Apichatpong Weerasethakul
- Scénario : Michael Shaowanasai et Apichatpong Weerasethakul
- Photographie : Surachet Thongme
- Société de production : GMM Pictures et Kick the Machine
- Pays :  Thaïlande
- Genre : Comédie, film musical et espionnage
- Durée : 90 minutes
- Dates de sortie : 
  -  Japon : 1er novembre 2003 (festival international du film de Tokyo)
  -  Thaïlande : 30 septembre 2004

## Distribution
- Michael Shaowanasai : Iron Pussy, agent secret travesti[1]
- Krissada Terrence (Krissada Sukosol) : Tang
- Siriyakorn Pukkavesh : Rungranee
- Theerawat Thongjitti : Pew
- Darunee Kritboonyalai (ou Khrittabhunyalai)  : Madame Pompadoi (Pompadoy)
- Krung Sriwilai : Mr. Henry
- Jenjira Pongpis : serveuse en chef Somjintana[2]

## Analyse
Aliosha Herrera, docteur en études cinématographiques et  audiovisuelles, écrit que The Adventure of Iron Pussy (Les aventures d'Iron Pussy) puise son inspiration dans le cinéma thaïlandais des années 1950 à 1980, âge d'or d'un cinéma oral :
" Apichatpong Weerasethakul, qui a écouté pendant son enfance le plus célèbre doubleur d'Isan, Somsak Songwonsuk (surnommé "Konchanat"), rend hommage à ce cinéma de fiction avec la communauté de conteurs réunie dans Mysterious Object at Noon (2001), et parodie tendrement ses excès mélodramatiques dans The Adventure of Iron Pussy (2003)."
The Adventure of Iron Pussy est un hommage et une parodie des films musicaux et d'action des années 1960-1970, en particulier ceux des stars de l'époque Mitr Chaibancha et Petchara Chaowarat (au légendaire coupes de cheveux et aux jolis yeux maquillés).